# Глонвил
Глонвил (фр. Glonville) насеље је и општина у североисточној Француској у региону Лорена, у департману Мерт и Мозел која припада префектури Линевил.
По подацима из 2011. године у општини је живело 347 становника, а густина насељености је износила 18,68 становника/km². Општина се простире на површини од 18,58 km². Налази се на средњој надморској висини од 276 метара (максималној 353 m, а минималној 251 m).

## Демографија
| 1962. | 1968. | 1975. | 1982. | 1990. | 1999. | 2011. |
| ----- | ----- | ----- | ----- | ----- | ----- | ----- |
| 345   | 362   | 328   | 343   | 366   | 317   | 347   |

График промене броја становника у току последњих година